# Código Civil Português de 1867
O Código Civil de 1867 foi o primeiro Código Civil em Portugal. Foi aprovado em 1867 e entrou em vigor em 1868, durante o reinado de Dom Luís I de Portugal. Designava-se também Código de Seabra, dado que foi elaborado por António Luís de Seabra e Sousa, 1.º Visconde de Seabra. O Visconde de Seabra foi Ministro, Juiz-Conselheiro do Supremo Tribunal de Justiça e Reitor da Universidade de Coimbra, tendo sido encarregado de elaborar um novo Código que reunisse e actualizasse toda a legislação civil do Reino. Foi aprovado pelas Cortes por Carta de Lei de 1 de Julho de 1867. Entrou em vigor na Metrópole em 22 de Março de 1868.

## História
Antes da aprovação do primeiro Código Civil Portugal tinha um sistema jurídico baseado no direito romano. A legislação portuguesa foi compilada em três grandes Códigos ou Ordenações: 
- Código Afonsino ou Ordenações Afonsinas, 1448 (formalmente em 1446 por D. Pedro, Duque de Coimbra);
- Código Manuelino ou Ordenações Manuelinas, 1512–1520 (por D. Manuel I; modificado em 1526, 1533 e 1580);
- Código Filipino ou Ordenações Filipinas, 1603. Embora muito alteradas, constituíram a base do direito português até à promulgação dos sucessivos Códigos do século XIX. Algumas disposições das Ordenações Filipinas tiveram vigência no Brasil até ao advento do Código Civil Brasileiro de 1916.